# Rolls-Royce R
Роллс-Ройс R — британский авиамотор, разработанный специально для воздушных гонок. Строился ограниченной серией (19 штук) в период с 1929 по 1931 гг. Разработанный на базе мотора Buzzard, R представлял собой 12-цилиндровый V-образный четырёхтактный двигатель с рабочим объёмом 37 л, оборудованный нагнетателем и развивавший до 2800 л.с. при массе 774 кг.
Несомненным успехом R стали победы Великобритании в двух последних гонках на кубок Шнейдера (1929 и 1931 гг.). Уже после гонок 1931 г. на самолёте-победителе Supermarine S.6B с использованием специальной топливной смеси был установлен мировой рекорд скорости 656 км/ч, продержавшийся до 1933 г. В течение 30-х гг. прошлого века двигатели R использовались для достижения рекордов скорости на суше и на воде такими гонщиками, как Генри Сигрейв, Малкольм Кэмпбелл и его сын Дональд. Последняя попытка установить рекорд скорости на воде с этим мотором была предпринята Дональдом Кэмпбеллом в 1951 г. и окончилась неудачей.
Опыт, полученный конструкторами фирм Rolls-Royce и Supermarine при создании рекордных образцов двигателя и планера, оказался неоценимым подспорьем в последующих работах над мотором Merlin и истребителем «Спитфайр». Дефорсированная версия R испытывалась в 1933 г. под названием Griffon, однако она не имеет прямого отношения к разработанному в 1939 мотору с таким же названием, хотя в точности совпадает с ним по размеру цилиндров и поршней и рабочему объёму. По состоянию на 2014 г. в музеях Великобритании были выставлены на всеобщее обозрение три экземпляра R.

## Разработка и развитие

### Появление
На фирме Rolls-Royce осознавали, что двигатель Napier Lion, обеспечивший самолёту Supermarine S.5 победу в гонках на кубок Шнейдера 1927 г. достиг пика развития, и чтобы иметь реальный шанс на победу в следующих, понадобится новый, более мощный мотор. Первый эскиз «Гоночного H» на базе Buzzard  (фирменный индекс H) был отправлен Реджинальду Митчеллу, техническому директору фирмы Supermarine, 3 июля 1928 г., что позволило ему начать разработку нового гоночного гидроплана S.6. Вскоре индекс мотора был изменён на R (сокращение от Racing). Подписание правительственного контракта на дальнейшую разработку затянулось до февраля 1929 г., таким образом, на доводку мотора к предстоящим соревнованиям оставалось всего шесть месяцев.
Разработка велась командой конструкторов под руководством Эрнеста Хайвса, в которую входили Сирил Лавси, Артур Роуледж и Генри Ройс.

## Описание
Компоновка R в целом повторяла Buzzard: это был 12-цилиндровый V-образный двигатель с развалом блока цилиндров 60°. Неизменными остались диаметр цилиндра и ход поршня и, соответственно, рабочий объём. Были переделаны цилиндры, усилены шатуны, установлен двухсторонний одноступенчатый нагнетатель . Цилиндры с «мокрыми» гильзами, картер и кожух редуктора отливались из термостойкого алюминиевого сплава R.R.50, а поскольку ресурс двигателя для гонок был заведомо низким, многие стальные и бронзовые детали также заменялись алюминиевыми поковками.
Чтобы сделать двигатель как можно более компактным, в него был внесён ряд изменений по сравнению с прототипом, в частности, изменениям подверглись кожух редуктора и газораспределительного механизма, чтобы они вписывались в обводы носа самолёта. Воздухозаборник перенесли в развал блока цилиндров (что, к тому же, уменьшало риск попадания туда брызг), а вспомогательные механизмы, располагавшиеся под двигателем, приподняли, чтобы уменьшить высоту фюзеляжа. Длина блока уменьшилась за счёт отказа от смещения цилиндров, что требовало применения сочленённых шатунов. Вначале использовалось вильчатое крепление, когда один шатун крепится в промежутке, образованном раздвоенной головкой другого, однако после аварии на испытаниях в 1931 г. перешли к схеме с прицепными шатунами.
Артур Руббра отзывался о внедрении прицепных шатунов как о «головной боли», поскольку такая схема порождала множество проблем. Из-за сложной геометрии движения, главный и прицепной шатуны имели разную эффективную длину, и поршень с прицепным шатуном получал больший ход. Соответственно, приходилось удлинять гильзу, чтобы предотвратить выход из неё нижнего поршневого кольца. Прицепные шатуны использовались впоследствии в двигателе Goshawk, однако на Merlin Артур Роуледж вновь вернулся к переработанной вильчатой схеме.
Двигатели позднего выпуска отличались новыми выпускными клапанами, шток которых заполнялся натрием для лучшего охлаждения, модификации подверглась нижняя отливка картера, были внедрены дополнительные маслосъёмные кольца, располагавшиеся ниже пальцев поршней, которые впоследствии использовались на Merlin. Также в мае 1931 г. был установлен сбалансированный коленчатый вал, а степень сжатия «спринтерского» мотора, подготовленного к гонкам этого года, увеличили с 6:1 до 7:1.
Система зажигания включала в себя два расположенных сзади магнето с приводом от коленчатого вала, каждое обслуживало одну из двух свечей, установленных в каждом цилиндре. Эта общепринятая для авиационных двигателей схема обеспечивала продолжение работы при отказе одного магнето и более эффективное сгорание смеси, чем при использовании одной свечи.

### Охлаждение
Обеспечение охлаждения мощного двигателя в сочетании с требованием минимизировать аэродинамическое сопротивление стало новым вызовом для конструкторов фирм Rolls-Royce и Supermarine. Традиционный сотовый радиатор имел бы недопустимо высокое лобовое сопротивление, поэтому было решено использовать для теплообмена поверхность крыла и поплавков S.6. Самолёт получил двойную обшивку, в которой циркулировала охлаждающая жидкость. Масло охлаждалось таким же образом, поступая через каналы в фюзеляже в обшивку оперения. S.6 в то время описывался как «летающий радиатор», способный, согласно расчётам, рассеивать 745 кВт тепла в полёте. Однако даже с использованием этой системы в ходе гонок отмечался перегрев двигателя, и пилотам приходилось сбрасывать газ для восстановления нормальной рабочей температуры.
Не столь очевидной мерой избежать перегрева было умышленное использование переобогащённой смеси, свидетельством чему были частые сообщения о чёрном дыме из выхлопных патрубков. Хотя это и приводило к некоторой потере мощности, однако повышало надёжность и снижало риск детонации .

### Наддув и топливо
Секретом высокой удельной мощности R была конструкция нагнетателя, выдерживавшего, благодаря значительной механической прочности, большую скорость вращения, а также специальный состав горючего. Центробежный компрессор с двухсторонней крыльчаткой был новой разработкой фирмы, его приводное отношение составляло почти 8:1, что обеспечивало давление наддува до 124 кПа (для сравнения, у ранних моделей Kestrel максимальное давление наддува составляло всего 40 кПа и достигло этого уровня лишь к 1934 г. Столь высокое давление поначалу приводило к отказам свечей зажигания, после чего были установлены свечи Lodge X170, зарекомендовавшие себя как исключительно надёжные.
Рецептуру топливной смеси разрабатывал специалист по моторным топливам Фрэнсис Родуэлл Бэнкс. После опытов с чистым бензолом в первых тестовых запусках он пришёл к смеси из 89% бензола и 11% авиационного бензина с добавлением 5 мл тетраэтилсвинца на имперский галлон (4,55 л). На этой смеси был выигран кубок Шнейдера в 1929 г., и она использовалась до июня 1931 г., когда было обнаружено, что добавка 10% метанола даёт прирост мощности на 15 кВт и дополнительное преимущество в виде снижения удельного веса топлива. При установлении рекорда скорости в 1931 г. в топливо добавлялся ацетон для предотвращения осечек зажигания. Итоговая смесь состояла, таким образом, из 60% метанола, 30% бензола и 10% ацетона с добавкой 4,2 мл тетраэтилсвинца на галлон.
В первых запусках R развил мощность 1400 л.с. (1040 кВт) и показал 450 об/мин. на холостом ходу. С увеличением давления наддува и новым топливом, разработанным Бэнксом, окончательная мощность достигла 2350 л.с. (1890 кВт) при 3200 об/мин., более чем вдвое превзойдя Buzzard . Испытания продолжались, и была выяснена возможность кратковременного форсирования до 2783 л.с. (2075 кВт) при 3400 об/мин и наддуве 145 кПа, но на практике ею не воспользовались из опасения, что планер S.6B не выдержит подобной нагрузки, и неспособности самолёта взять на борт необходимое количество топлива, потребление которого на форсаже резко возрастало.

### Испытания

#### Наземные
Первый запуск R1 состоялся на фабрике Rolls-Royce в Дерби 7 апреля 1929 г., на следующий день был запущен R7. Стендовые испытания выявили множество механических поломок, в частности, прогорание клапанов, обрывы шатунов и заклинивание упорного подшипника, гораздо больше, чем ожидалось, возникло сложностей с пружинами клапанов, одно время после 10 минут работы обнаруживались 2-3 разрушенные пружины. Однако в ходе непрерывных переделок и испытаний все эти проблемы были решены. Тайком от Ройса инженеры также установили поршневые кольца фирмы Wellworthy, более приспособленные к тому, чтобы выдерживать усилие в 13 тонн при сгорании смеси в цилиндре.
В наземных испытаниях R были задействованы три мотора Kestrel: первый имитировал встречный поток, второй обеспечивал вентиляцию стенда, а третий охлаждал картер. Нагнетатель испытывался на отдельной установке с приводом от ещё одного Kestrel. Для обслуживания испытательного стенда требовалось 8 человек включая «главного испытателя», который фиксировал параметры и руководил остальными операторами. Одним из главных испытателей был Виктор Холливелл, впоследствии погибший при установлении рекорда скорости на лодке «Miss England II». Условия в помещении для испытаний были чрезвычайно неприятными: глухота и шум в ушах преследовали операторов до двух суток даже при использовании ватных вкладышей. Времени на разработку отводилось мало, и оглушительный рёв R и трёх Kestrel, работавших на высоких оборотах сутки напролёт, вызвал недовольство местных жителей. Тогда вмешался мэр Дерби с призывом к людям потерпеть шум ради престижа Британии, после чего испытания продолжались ещё 7 месяцев.
В ходе 25-минутного теста ранний образец R расходовал 270 литров предварительно подогретого касторового масла, большая часть которого выбрасывалась через выхлопные отверстия и забрызгивала стены. Взвесь касторки оказывала на работников слабительный эффект, для снижения которого им выдавали молоко. Для каждого сеанса испытаний готовилось до 900 л топливной смеси, из которых 360 л расходовалось только на прогрев мотора до рабочей температуры. Для наземных испытаний применялись такие же пропеллеры с большим шагом, как и в последующих лётных.

#### Лётные испытания
Лётные испытания мотора на Supermarine S.6 начались под наблюдением Сирила Лавси 4 августа 1929 г. на базе гидросамолётов Королевских ВВС Колшот возле Саутгемптона. В ходе технической инспекции для допуска к гонкам были выявлены частицы металла на двух из 24 свечах зажигания, что свидетельствовало о поломке поршня и необходимости переборки или замены двигателя. Правила гонок запрещали замену, однако благодаря предусмотрительности Эрнеста Хайвса в Саутгемптон отправилась наблюдать за испытаниями команда инженеров и техников фирмы Rolls-Royce, отлично знавших R. С их помощью был разобран один ряд цилиндров и заменён повреждённый поршень. Работы были завершены накануне гонок, что позволило британской команде продолжать соревнование.
Запуск двигателя осуществлялся при помощи сжатого воздуха и ручного магнето, на испытаниях в Колшоте имели место проблемы с запуском из-за влажности воздуха и попадания воды в топливо. Была разработана сложная процедура проверки чистоты топлива для гонок, поскольку содержание воды свыше 0,3% делало его непригодным. Как и ожидалось, мелкие поломки продолжались, и для быстрой перевозки двигателей и запасных частей между Дерби и Саутгемптоном использовался специально переделанный автомобиль Rolls-Royce Phantom I. Поскольку перевозки происходили в основном ночью, его называли «Ночным призраком».

### Связь сGriffonиMerlin
Согласно мемуарам Артура Руббры, в 1933 г. испытывалась дефорсированная версия R под обозначением Griffon, этот двигатель, R11, в проекте «Buzzard с умеренным наддувом», не получившем дальнейшего развития, и не имеет прямого отношения к моторам Griffon 40-х гг.
Предсерийный Griffon I, впервые запущенный в экспериментальном отделе фирмы в ноябре 1939 г., унаследовал от R диаметр цилиндра и ход поршня, но в целом это была полностью новая разработка. Хотя этот мотор, построенный в единственном экземпляре, никогда не летал, уже Griffon II, впервые взлетевший на Fairey Firefly в 1941 г., выпускался серийно. Существенным отличием Griffon от R стал перенос вперёд приводов нагнетателя и распределительных валов для уменьшения общей длины мотора. Ещё одной мерой снижения длины стала установка одного магнето вместо двух, которое также переносилось в переднюю часть двигателя.
В Национальном архиве Великобритании (папка AVIA 13/122) сохранилось обсуждение возможных перспектив развития R. Королевский авиационный институт внёс предложение провести ресурсные испытания четырёх моторов. В документе значится, что для испытаний доступны 5 двигателей — пятый для проведения стандартного теста на высоких оборотах для получения сертификата типа.
Хотя самолёты S.5 и S.6 не имеют прямого отношения к Spitfire, инженеры фирмы Supermarine приобрели огромный опыт при создании этих скоростных машин. Их следующей разработкой стал Supermarine Type 224 с двигателем Goshawk — прототип истребителя. Технологические новшества, впервые использованные в двигателе R, в частности, клапаны, охлаждаемые натрием, и свечи, работающие при высоком давлении наддува, применялись затем на Merlin. Стив Холтер подытожил описание конструкции R следующими словами:

Проще говоря, двигатель типа R надолго опередил своё время, став шедевром британского мастерства и квалификации.
Оригинальный текст (англ.)Quite simply the R-type engine was far ahead of its time, a marvel of British skill and ability.
— Steve Holter, Leap Into Legend

## Гонки на Кубок Шнейдера
Гонки на Кубок Шнейдера были престижным ежегодным соревнованием в скорости для гидросамолётов, проводившимся с 1913 г. Гонки 1926 г. стали первыми, в которых все команды были представлены военными пилотами. Министерство авиации финансировало команду Королевских ВВС, известную как Звено скоростных полётов. Эта команда, которую иногда называли просто «Звено» («The Flight») была сформирована Экспериментальным институтом морской авиации в Филикстоу в ходе подготовки к гонкам 1927 г, в которых первое и второе места заняли сумолёты Supermarine S.5 конструкции Реджинальда Митчелла с двигателем Napier Lion. После 1927 г. соревнования стали проводиться раз в два года, чтобы дать участникам больше времени на разработку техники.
Во время гонки 1929 г. в Каусе основное соперничество развернулось между Великобританией и Италией. Британский пилот Ричард Вэгхорн, управлявший Supermarine S.6 с мотором R выиграл гонку, показав среднюю скорость 529 км/ч, а также установил мировые рекорды скорости на дистанции 50 и 100 км. Эти рекорды были позже побиты Ричардом Этчерли, показавшим бо́льшую скорость на завершающем участке маршрута. Итальянские пилоты на Macchi M.52 с мотором Fiat AS.3 заняли второе и четвёртое места, ещё один самолёт, Fiat C.29 с мотором AS.5 не смог пройти маршрут до конца.
Более серьёзным соперником R был Fiat AS.6, разработанный к гонкам 1931 г., являвшийся, фактически, тандемом из двух AS.5, страдавшим от механических проблем. При содействии Ф.Р. Бэнкса, на самолёте Macchi M.C.72 в 1934 г. был установлен новый мировой рекорд скорости для гидроплана с поршневым двигателем — 709.2 км/ч, не побитый до сих пор.
В 1931 г. правительство отказалось финансировать участие в гонках, но благодаря пожертвованию Люси Хьюстон в размере £100000, фирме Supermarine удалось завершить к 13 сентября подготовку S.6B. Для этих гонок мощность R была увеличена на 400 л.с. и достигла 2300 л.с. (1700 кВт). Однако итальянские и французские участники провалили подготовку самолётов и экипажей к соревнованиям, поэтому за британцами, как единственными участниками, осталась третья подряд победа в гонках, навсегда закрепившая за ними Кубок Шнейдера, и новый рекорд скорости — 610 км/ч. «Звено» было расформировано через несколько недель после победы 1931 г., и соревнования больше не проводились. Сам кубок ныне выставлен в Лондонском музее науки вместе с самолётом S.6B и мотором R, с которым тот установил ещё один мировой рекорд скорости.

## Мировые рекорды скорости
В межвоенный период, особенно в начале 1930-х гг. соревнования за рекорд скорости велись очень напряжённо. Авиационные двигатели лучше всего подходили для установки на рекордные образцы техники благодаря их высокой удельной мощности, так, в 1920-е гг. популярны были Liberty L-12, Napier Lion и Sunbeam Matabele. R стал шагом вперёд в развитии авиационных моторов с предельными параметрами и привлёк внимание разработчиков рекордных автомобилей и моторных лодок, причём на некоторых устанавливались два мотора.

### В воздухе
Supermarine S.6
Сразу после гонок на Кубок Шнейдера 1929 г. сквадрон-лидер Августус Орлибер, командир Звена скоростных полётов установил новый рекорд скорости 572.6 км/ч на самолёте S.6 с серийным номером N247.
Supermarine S.6B
29 сентября 1931 г., спустя всего 2 недели после того, как британская команда окончательно выиграла Кубок Шнейдера, флайт-лейтенант Джордж Стейнфорт на S.6B с номером S1595 развил среднюю скорость 655.67 км/ч, побив рекорд, установленный в гонках. Сначала предполагалось использовать для этого самолёт с номером S1596, но Стейнфорт перевернулся на нём во время испытаний пропеллера.

### На суше
«Синяя птица»
Малкольм Кэмпбелл, а позднее его сын Дональд использовали R с 1931 по 1951 гг. На церемонии награждения Малкольма Кэмпбелла Орденом Британской Империи двигателем заинтересовался король Георг V и задал много вопросов о его эффективности и потреблении топлива.
В 1932 г. Кэмпбелл писал, что ему «…посчастливилось добыть мотор R.R., выигравший Кубок Шнейдера» для замены Napier Lion на его рекордной машине. Предоставленный ему фирмой Rolls-Royce двигатель был R25 или R31. До февраля 1933 г. автомобиль, носивший имя «Синяя птица» переделывался под двигатель большего размера и проходил испытания на песчаном пляже в окрестностях Дейтона-Бич.
В конце 1933 г. Кэмпбелл выкупил у фирмы двигатель R37, кроме того, получил от неё в долг R39, и ещё два мотора — R17 и R19 — одолжил у лорда Уэйкфилда (R17 он впоследствии одолжил Джорджу Айстону). 3 сентября 1935 г. на высохшем солёном озере Бонневилль Кэмпбелл установил новый рекорд — 484.62 км/ч, впервые преодолев 300-мильную отметку, после чего отказался от попыток улучшить этот результат.
Лорд Уэйкфилд договорился о том, чтобы реплика «Синей птицы» была выставлена  на Британском международном автосалоне 1933 г., проводившемся в лондонском выставочном центре «Олимпия». Пресса сообщала о впечатлении, которое произвёл двигатель на публику:

При размере всего лишь с конторский стол … это 12-цилиндровый гоночный мотор с нагнетателем мощнее, чем локомотив экспресса. Его конструкция считается настолько ценной, что до сих пор остаётся государственной тайной.
Оригинальный текст (англ.)Of the size only of an office desk ... this 12-cylinder supercharged racing engine is more powerful than an express locomotive. Its design is stated to be so valuable that it is still on the Government's secret list.
— Press report, The Fast Set
«Синяя птица» ныне выставлена на всеобщее обозрение на международной гоночной трассе в Дейтона-Бич.
«Удар грома»
В середине 1930-х гг. Джордж Айстон установил множество рекордов скорости на своём автомобиле «Скорость ветра» с мотором Kestrel без нагнетателя. В 1937 он построил новую тяжёлую машину «Удар грома», приводившуюся в движение двумя R, намереваясь установить абсолютный рекорд скорости на суше. Сперва установка двух двигателей приводила к поломкам сцепления. Несмотря на это, он установил рекорд в 502 км/ч в ноябре 1937 г., а в 1938 г. побил его, разогнавшись до 575 км/ч. При постройке на фирме Bean Industries в Типтоне на машину установили моторы R25, с которым Supermarine S.6B под номером S1595 участвовал в последних гонках на Кубок Шнейдера, и R27, с которым тот же самолёт две недели спустя установил мировой рекорд скорости. Также Айстон позаимствовал у Кэмпбелла R17, и, поскольку фирма Rolls-Royce продолжала поддерживать Кэмпбелла и Айстона, оба они имели возможность использовать R39.

### На воде
«Мисс Англия II» и «III»
Два мотора, R17 и R19, были построены для скоростной лодки Генри Сигрейва «Мисс Англия II». К июню 1930 г. лодка была готова к испытаниям на озере Уиндермир. В пятницу 13 июня она перевернулась на большой скорости, предположительно столкнувшись с бревном. При этом погиб технический консультант фирмы Rolls-Royce Виктор Холливелл, а сам Сигрейв получил смертельную травму. Перед смертью он узнал, что установил новый рекорд — 160 км/ч, лишь немного не дотянув до 100-мильной отметки. 8 июля 1932 г. Кейв Дон установил новый рекорд в 192.82 км/ч на озере Лох-Ломонд на новой лодке «Мисс Англия III» с теми же моторами.
«Синяя птица K3»
В конце 1935 г. Малкольм Кэмпбелл задумал установить рекорд скорости на воде. Для этого в его распоряжении были два мотора Napier Lion и R37, который он и решил установить на «Синей птице K3» . Во время испытаний на озере Лох-Ломонд в июне 1937 г. двигатель «получил незначительные повреждения … из-за неполадок системы охлаждения». В августе 1937 г. лодку доставили на озеро Лаго-Маджоре в Италии, где «модифицированная система охлаждения отработала нормально со вторым мотором», R39.. 1 сентября был установлен новый мировой рекорд – 203,29 км/ч., а уже на следующий день он был превзойдён, когда лодка разогналась до 208,41 км/ч.
Последний рекорд K3 (210,68 км/ч.) был установлен почти год спустя, 17 августа 1938 г. на Хальвильском озере.
Лео Вилла и «Синяя птица K4»
R39 снова был использован в 1939 г. для установки на «Синюю птицу K4». В 1947 г. Кэмпбелл безуспешно пытался переоснастить «K4» реактивным двигателем De Havilland Goblin. После его смерти в 1948 г. его сын Дональд приобрёл лодку вместе с одноимённым автомобилем за символическую цену на аукционе, с которого распродавалось имущество отца. Он также выкупил назад у торговца автомобилями R37 и установил его на лодку. Попытки побить рекорд предпринимались им в 1949 и 1951 гг., когда R37 был «повреждён без возможности быстрого ремонта» из-за перегрева. Была предпринята ещё одна попытка с использованием R39, но лодка получила повреждения корпуса и затонула в озере Конистон-Уотер. Впоследствии её подняли и разобрали на берегу.
Обслуживание моторов Кэмпбеллы доверили Лео Вилла, кокни и сыну швейцарца, которого описывали как «человека за спиной Кэмпбеллов» и ключевую персону, «закрутившую первую гайку». Вилла обучился специальности авиамеханика в Королевском лётном корпусе, его первой работой был монтаж моторов Beardmore 160 hp на самолёты. После Первой мировой войны он работал на компанию, устраивавшую автогонки, и был вторым пилотом и механиком в нескольких из них.
Вилла был нанят Малкольмом Кэмпбеллом в 1922 г., и продолжал работать на его сына Дональда до 1967 г., когда тот погиб на озере Конистон-Уотер при очередной попытке установить рекорд. Он был главным техником, обслуживавшим моторы типа R до последней попытки их использования для установления рекорда в 1951 г., после чего стал ответственным за реактивные двигатели. Его многочисленные обязанности включали монтаж и демонтаж двигателей, их ремонт и тюнинг, а также операции с магнето и сжатым воздухом при запуске. В годы Второй мировой войны он отвечал за содержание «Синей птицы K4» и запасных моторов, но они были проданы без его ведома вместе с «K3». В конце концов Вилла передал три мотора на длительное хранение фирме en:Thomson & Taylor.
Его отношения с Малкольмом Кэмпбеллом временами были напряжёнными: не имея инженерного образования, тот часто донимал Виллу вопросами о детальном устройстве мотора. Отношения с Дональдом Кэмпбеллом складывались значительно лучше, так как они были одного возраста. В 1951 году на озере Гарда Вилла отмечал как сложности в обслуживании двигателя, так и готовность «Дона» помогать ему:

Я был в мастерской, перебирая старый R37, и долго возился с подгонкой всех 48 клапанов. Это была ужасная работа, так как мотор состоял из двух моноблоков, а это значит, что ты не мог просто снять головки блоков, а должен был отсоединять блоки целиком, и даже тогда извлечь клапаны было нелёгкой задачей. Но старина Дон просто засучил рукава и присоединился к работе.
Оригинальный текст (англ.)I was in the workshop stitching the old R37 back together and had the long job of lapping in all 48 valves. It was a terrible job because the engine was two monoblocs, which meant that you couldn't just lift off the heads, you had to lift what amounted to two separate engines and even then getting the valves in was no easy task. But old Don just rolled up his sleeves and mucked in.
— Steve Holter,  Leap Into Legend

### Перечень мировых рекордов скорости
В воздухе
Supermarine S.6: 8 сентября 1929 г. – 572,6 км/ч
Supermarine S.6B: 29 сентября 1931 г. – 656 км/ч)
На земле
«Синяя птица»: 3 сентября 1935 г. – 484 км/ч
«Удар грома»: 16 сентября 1938 – 575 км/ч
На воде
«Мисс Англия II»: 9 июля 1931 г. – 177,48 км/ч
«Мисс Англия III»: 18 июля 1932 г. – 192,82 км/ч
«Синяя птица K3»: 17 августа 1938 г. – 210,67 км/ч
«Синяя птица K4»: 19 августа 1939 г. – 228,11 км/ч)

## Производство и судьба отдельных моторов

### Общий выпуск
Достоверно известно, что на фабрике в Дерби в 1929-1931 гг. было собрано 19 моторов R. Поскольку все они были правого вращения, по внутреннему регламенту фирмы им присваивались нечётные номера. Исключением стал R17, изначально имевший левое вращение. Есть некоторая путаница относительно того, существовал ли двадцатый мотор. Лео Вилла в своих заметках упоминает R18, но, по мнению Холтера, это скорее был R17, переделанный по заказу Малкольма Кэмпбелла под правое вращение, чем дополнительный экземпляр. Также не было мотора с номером 13, поскольку это число никогда не использовалось фирмой Роллс-Ройс для своей продукции. Список моторов приведён ниже:
1929 Экспериментальные моторы
R1, R3 и R5
1929 Для гонок на кубок Шнейдера
R7, R9 и R15
1930 Экспериментальный мотор
R11
1930 Заказаны лордом Уэйнфилдом для лодки «Мисс Англия II»'
R17 и R19
1931 Для гонок на кубок Шнейдера
R21, R23, R25, R27, R29 и R31
1931 Экспериментальные/резервные моторы
R33, R35, R37 и R39

### История отдельных образцов
| Мотор | Дата | Примечания | Выставлен                               |
| ----- | --- | --- | --------------------------------------- |
| R1    | 7 апреля 1929 г. | Экспериментальный мотор. Впервые в качестве топлива использован чистый бензол. Диаграммы мощностей не снимались. |                                         |
| R1    | 1 мая 1929 г. | После 13 ч работы мощность составила 1400 л. с. (1000 кВт). |                                         |
| R1    | 7 мая 1929 г. | Достигнута мощность 1500 л. с. (1100 кВт) при 2750 об/мин., в течение короткого времени выдал 1686 л. с. (1240 кВт) при 3000 об/мин. При разборке обнаружена поломка вильчатого шатуна. Установлены шатуны новой конструкции и переделан картер. Переделка картера уменьшила перерасход масла на 75%, чтобы справиться с ним окончательно, были предложено установить дополнительные маслосъёмные кольца. Впускной коллектор новой конструкции имел проблемы с распределением топливной смеси, поэтому вернулись к оригинальному коллектору мотора Buzzard . |                                         |
|       | | |                                         |
| R3    | 15 мая 1929 г. | Экспериментальный мотор. Прошёл 15-минутные приёмочные испытания. 1500 л. с. (1100 кВт) при 2750 об/мин. |                                         |
| R3    | 26 февраля 1931 г. | Возвращён на испытательный стенд. Достигнута кратковременная мощность 2300 л. с. (1700 кВт) при 3200 об/мин. |                                         |
| R3    | 21 апреля 1931 г. | Первое испытание с прицепными шатунами. |                                         |
| R3    | 23 апреля 1931 г. | Мощность 1900 л. с. (1400 кВт) при 3200 об/мин удалось поддерживать в течение 17 минут – лучший результат с новыми шатунами. |                                         |
| R3    | 24 апреля 1931 | Отказ после 17 минут работы из-за разрушения главного упорного подшипника. |                                         |
| R3    | 25 апреля 1931 г. | 2210 л. с. (1630 кВт) при 3200 об/мин. Выдержал часовые приёмочные испытания Министерства авиации, однако давление масла упало уже через 22 минуты. |                                         |
| R3    | 1 мая 1931 г. | Отказ через 2,5 мин. из-за поломки главного упорного подшипника и шатунов. |                                         |
| R3    | 14 мая 1931 г. | Отказ через 17,33 мин. из-за заклинивания втулки нагнетателя. |                                         |
| R3    | 15 мая 1931 г. | Запускался дважды (29,5 и 18,5 мин.), оба раза останавливался из-за разрушения выпускных клапанов. |                                         |
| R3    | 29 мая 1931 г. | Использованы клапаны, заполненные натрием. Головки клапанов разрушились через 25 минут. |                                         |
| R3    | 14 июля 1931 г. | Ещё один запуск с использованием заполненных натрием клапанов. |                                         |
| R3    | 28 июля 1931 г. | Новая попытка выдержать часовые испытания. Поломка коленчатого вала через 34 минуты. После замены вала проработал до его поломки 58 минут. Непосредственно перед поломкой зафиксирована мощность 2360 л. с. (1740 кВт) при 3200 об/мин. |                                         |
|       | | |                                         |
| R5    | 18 июня 1929 г. | Экспериментальный мотор. Прошёл 15-минутные приёмочные испытания, мощность составила 1500 л. с. (1100 кВт) при 2750 об/мин. |                                         |
| R5    | 7 августа 1929 г. | Впервые выдержал часовые испытания на полном газу. 1568 л. с. (1153 кВт) при 3000 об/мин. |                                         |
| R5    | 25 февраля 1931 г. | Возобновлены исследования в связи с подготовкой к гонкам 1931 года. Вероятно, именно этот мотор взорвался после разрушения соединения с динамометром при мощности 2000 л. с. (1500 кВт). |                                         |
|       | | |                                         |
| R7    | 6 июля 1929 г. | Прошёл 15-минутные приёмочные испытания. 1552 л. с. (1141 кВт). Отправлен на базу Колшот для лётных испытаний с минимальным использованием полного газа. |                                         |
| R7    | Середина сентября 1929 г. | После гонок установлен на самолёт S.6 с заводским номером N248 для установления рекорда скорости. |                                         |
|       | | |                                         |
| R9    | 4 августа 1929 г. | На данном моторе применены все доработки по результатам предыдущих испытаний. Установлен на S.6 с заводским номером N247 для испытаний в море. Первая попытка взлететь – взлёт прерван из-за проблем с управлением. |                                         |
| R9    | 10 августа 1929 г. | Первый полёт S.6 N247. |                                         |
| R9    | 22 августа 1929 г. | Возвращён на фабрику в Дерби после того, как отработал в общей сложности 4 ч. 33мин. на земле и 2 ч. 52 мин. в воздухе. После ремонта вновь установлен на N247 для участия в гонках. |                                         |
| R9    | Июнь 1931 г. | Переделан в соответствии со спецификациями 1931 г. 2165 л. с. (1592 кВт) при 3200 об/мин. Направлен на базу Колшот (наложены ограничения на использование полного газа). |                                         |
| R9    | 12 августа 1931 г. | Возвращён в Дерби, где установлен коленчатый вал новой конструкции. 2350 л. с. (1730 кВт) при 3200 об/мин. в течение часа без поломок. |                                         |
|       | | |                                         |
| R11   | 25 августа 1929 г. | Летал на S.6 N248. В 1930 г. использовался как экспериментальный. |                                         |
| R11   | 1930 | После переделки получил обозначение "R-MS-11", использовался при разработках Buzzard MS (с ограниченным наддувом). |                                         |
|       | | |                                         |
| R15   | 7 сентября 1929 г. | Вероятно, установлен на S.6 N248 для участия в гонках. |                                         |
| R15   | 26 июня 1931 г. | Полёт на S.6A N248. |                                         |
| R15   | 22 августа 1931 г. | Полёт на S.6B S1595. |                                         |
|       | | |                                         |
| R17   | April 1930 | Безредукторный мотор для рекордной лодки Генри Сигрейва «Мисс Англия II», спонсирован лордом Уэйкфилдом. 2053 л. с. (1510 кВт) при 3000 об/мин. Выпускные коллекторы имели водяное охлаждение. Единственный мотор этого типа с левым вращением, и поэтому отличавшийся конструкцией коленчатого вала, распределительных валов и вспомогательных механизмов. Вопреки фирменным правилам получил нечётный номер. |                                         |
| R17   | 1935 г. | Малкольм Кэмпбелл одолжил мотор у лорда Уэйкфилда в качестве запасного для своего рекордного автомобиля. |                                         |
| R17   | Предоставлен Кэмпбеллом во временное пользование Джорджу Айстону – также с целью установления рекорда скорости на автомобиле. | |                                         |
|       | | |                                         |
| R19   | Апрель 1930 | Второй мотор для лодки «Мисс Англия II» Генри Сигрейва. Безредукторный, по конструкции аналогичен R17, но с правым вращением. 2053 л. с. (1510 кВт) при 3000 об/мин. |                                         |
| R19   | 1935 г. | Передан Малкольму Кэмпбеллу. |                                         |
| R19   | 30 June 1937 | Лодка «Синяя птица K3» под управлением Кэмпбелла достигла скорости 137 км/ч. |                                         |
|       | | |                                         |
| R21   | 6 июля 1931 г. | Первым из двигателей выпуска 1931 г. прошёл окончательную приёмку. Номинальная мощность 2292 л. с. (1686 кВт). Установлен на S.6B S1595, впервые поднялся в воздух 29 июля. |                                         |
|       | | |                                         |
| R23   | 30 июля 1931 г. | Доставлен на фирму Supermarine. Установлен на S.6B S1596, первый полёт состоялся 12 августа. |                                         |
|       | | |                                         |
| R25   | 9 сентября 1931 | Установлен на S6B S1596. | Музей королевских военно-воздушных сил. |
| R25   | 13 сентября 1931 г. | Первая попытка установить новый рекорд скорости на S.6B, S1596, под управлением флайт-лейтенанта Джорджа Стейнфорта. | Музей королевских военно-воздушных сил. |
| R25   | Передан Джорджу Айстону для установки на рекордный автомобиль «Удар грома». Позднее хранился на базе Крэнвелл.                | | Музей королевских военно-воздушных сил. |
|       | | |                                         |
| R27   | 8 сентября 1931 г. | Летал на S.6B S1596. | Музей науки в Лондоне.                  |
| R27   | 29 сентября 1931 г. | На S.6B S1595 (выигравшем кубок Шнейдера) установлен новый рекорд скорости – 655,8 км/ч. | Музей науки в Лондоне.                  |
| R27   | Передан Джорджу Айстону для автомобиля «Удар грома»                                                                           | | Музей науки в Лондоне.                  |
|       | | |                                         |
| R29   | 3 сентября 1931 г. | Доставлен третьим по счёту для участия в гонке на кубок Шнейдера. |                                         |
| R29   | 13 сентября 1931 г. | S.6B с номером S1595 под управлением флайт-лейтенанта Джона Бутмена выиграл кубок Шнейдера. |                                         |
|       | | |                                         |
| R31   | 13 сентября 1931 г. | Последний из 6 моторов, изготовленных для состязаний 1931 года. Установлен на S.6A N248, служившем в качестве резервного. |                                         |
|       | | |                                         |
| R33   | 1933 | Экспериментальный мотор, на котором производилась отработка последних двух двигателей данного типа, предназначенных для рекордных автомобилей. Установлен на «Синюю птицу» во время сборки в Бруклендсе. |                                         |
|       | | |                                         |
| R35   | | Экспериментальный мотор для отработки последних двух. Предполагалось, что он будет использоваться исключительно в качестве наглядного пособия. |                                         |
|       | | |                                         |
| R37   | Конец 1933 г. | Куплен Малкольмом Кэмпбеллом за £5800 для «Синей птицы». | Filching Manor Motor Museum             |
| R37   | Июль-август 1937 г. | Установлен на лодке «Синяя птица K3» при её постройке фирмой Saunders-Roe, позже был повреждён в результате перегрева из-за проблем с водозаборником. | Filching Manor Motor Museum             |
| R37   | 17 августа 1949 г. | Установлен Дональдом Кэмпбеллом на лодку «Синяя птица K4» взамен реактивного De Havilland Goblin, с которым потерпел неудачу его отец. | Filching Manor Motor Museum             |
|       | | |                                         |
| R39   | 1935 г. | Предоставлен Малкольму Кэмпбеллу фирмой Rolls-Royce в качестве «гарантийного резерва» для купленного им R37. |                                         |
| R39   | Передан Джорджу Айстону в качестве запасного для «Удара грома».                                                               | |                                         |
| R39   | Июль-август 1937 г. | Заменил R37 «Синей птице K3». |                                         |
| R39   | 1 сентября 1937 | K3 установила новый рекорд скорости на воде – 203,29 км/ч. |                                         |
| R39   | 17 августа 1938 г. | Малкольм Кэмпбел на «Синей птице K4» побил собственный рекорд, развив скорость 210,67 км/ч. |                                         |
| R39   | 19 августа 1939 г. | Новый рекорд Кэмпбела на «Синей птице K4» на озере Конистон-Уотер – 228,11 км/ч. |                                         |
| R39   | 10 июня 1951 г. | Вновь установлен на «Синюю птицу K4» Дональдом Кэмпбеллом после перегрева и выхода из строя R37. |                                         |
| R39   | 10 сентября 1951 г. | Утонул в озере Конистон-Уотер вместе с «Синей птицей K4» при попытке Дональда Кэмпбелла установить новый рекорд. После подъёма корпус лодки был разобран и сожжён на берегу. Вероятно, на скорости 270 км/ч. сломался вал винта, после чего разрушился фундамент двигателя. |                                         |

## Применение
Самолёты
- Supermarine S.6
- Supermarine S.6A
- Supermarine S.6B

Автомобили
- «Синяя птица»
- «Удара грома»[англ.]

Лодки
- «Синяя птица K3»[англ.]
- «Синяя птица K4»
- «Мисс Англия II»[англ.]
- «Мисс Англия III»[англ.]

## Доступны для обозрения
R25
Хранится в Музее Королевских ВВС в Лондоне (музейный номер 65E1139), куда передан в ноябре 1965 г. с базы Крэнвелл. Согласно записи в музее, ранее использовался Джорджем Айстоном на рекордном автомобиле «Удара грома». На табличке указано, что это R25, произведённый по контракту с Министерством авиации №A106961, то есть, является вторым двигателем, доставленным на базу Колшот для гонок 1931 г. 
R27
Выставлен в Лондонском музее науки, инвентарный номер в каталоге 1948-310. Тут же находится и S.6B с номером S1595, выигравший кубок Шнейдера, который затем с этим мотором установил новый мировой рекорд скорости.
R37
Выставлен в Filching Manor Motor Museum, в дальнейшем предполагается установить его на реплику «Синей птицы K3».
В списках en:British Aircraft Preservation Council и Фондa наследия Роллс-Ройс значатся только эти три двигателя. S.6A, N248 (участвовал в гонке 1929 как S.6, был модифицирован для гонки 1931 г.) в музее en:Solent Sky выставлен без мотора.

## Спецификация (1931 г.)
Согласно Lumsden и Holter.

### Основные характеристики
- Тип: 12-цилиндровый, V-образный (60°), четырёхтактный, водяного охлаждения
- Диаметр цилиндра: 152,4 мм
- Ход поршня: 167,64 мм
- Объём двигателя: 36,7 л
- Длина: 2540 мм
- Ширина: 812,8 мм
- Высота: 1066,8 мм
- Сухой вес: 743,89 кг

### Особенности функционирования
- Клапаны: SOHC, по 2 впускных и выпускных клапана на цилиндр, выпускные клапаны заполнены натрием
- Компрессор: одноступенчатый односкоростной ПЦН с двухсторонней крыльчаткой и передаточным отношением привода 7,47:1, максимальный наддув +124 кПа при 24000 об/мин.
- Топливная система: 4 дуплексных карбюратора с восходящим потоком конструкции Rolls-Royce/Claudel-Hobson
- Тип топлива: смесь 30% бензола, 60% метанола, 10% ацетона с добавкой 0,92 мл/л тетраэтилсвинца
- Система смазки: «сухой» картер, один нагнетающий и 2 всасывающих насоса; чистое касторовое масло
- Система охлаждения: жидкостное охлаждение под давлением смесью 70% воды и 30% этиленгликоля

### Производительность
- Выходная мощность: 2530 л.с. (1861 кВт) при 3200 об/мин.
- Удельная мощность: 68,96 л.с./л (51,41 кВт/л)
- Степень сжатия: 7:1
- Расход топлива: 16 л/мин.
- Удельный расход топлива: 0,48 л/л.с./ч.
- Расход масла: 64 л/ч.
- Удельная мощность по весу: 3,40 л.с./кг (2,54 кВт/кг)

## Внешние ссылки
- 1929 Schneider Trophy, original footage and soundtrack Note: Requires Flash Video to view.
- Campbell-Railton Blue Bird, The Motor, 10 January 1933 – Design details
- Rolls-Royce.com, 2002 C.S. Rolls lecture – Details and image of the Rolls-Royce R (Pages 12–13)